# Soliferrum
Il soliferrum (saunion per i Celtiberi) era un tipo di giavellotto in uso presso i Celtiberi, lunga dai 150 ai 200 cm che, come dice il nome latino, era costituito solo di ferro.

## Origini
I soliferra provenivano dall'antica area aquitanica: il sud-ovest della Francia ed il nord-est della Spagna e si diffuse progressivamente tra i Celti dopo che questi invasero l'Iberia nel VII secolo a.C.

## Descrizione
Il soliferrum (o soliferreum) era di ferro; il grande peso e l'elevato potere di penetrazione facevano di esso un'arma letale per gli scudi degli avversari, era tuttavia destinato solamente al lancio, in quanto il ferro era piuttosto morbido e non lo rendeva idoneo alla falange.
Rimase in utilizzo presso i popoli iberici fino alla tarda età imperiale, ma solo in un ambito locale.